# Полосатый зимородок
Полоса́тый зиморо́док (лат. Lacedo pulchella) — вид птиц подсемейства лесных зимородков (Halcyoninae) семейства зимородковые (Alcedinidae), представляющий единственный вид в одноимённом роде Lacedo.  Гнездится в равнинных тропических лесах Мьянмы, Таиланда, Камбоджи, Вьетнама, Лаоса, Малайзии, островов Суматра и Ява и в Брунее. Он исчез в Сингапуре.

## Описание
Длина полосатого зимородка около 20 см. У него крепкий красный клюв и короткий хохолок, который он время от времени медленно поднимает и опускает. Для него характерен резкий половой диморфизм, который отсутствует у  большинства зимородков. У взрослого самца каштановый лоб, щеки и затылок, и ярко-синяя шапочка. Остальная часть верхней стороны тела, крылья и хвост черные с синими полосами. Грудь, бока и подхвостье рыжие, а центральная часть живота белая.
Взрослая самка почти столь же ярко окрашена, как и самец. Верхняя часть её тела с черно-рыжими полосами и нижняя - белая с черными полосами на груди и боках. Молодые птицы окрашены тусклее, чем взрослые того же пола, у них коричнево-оранжевый клюв, и нижняя часть тела испещрена тёмными полосками.
Позывка состоит из продолжительного свиста, уииииооо, и следующих за ним до 15 повторов чивиу, продолжающийся в течение 17 секунд, второй слог постепенно угасает. Полосатый зимородок отвечает на имитации его крика.
Известны три подвида:
- L. p. pulchella, номинативный подвид, гнездится в Малайзии к югу от 7° с. ш., на Суматре и на Яве.
- L. p. amabilis гнездится в северной Малайзии и далее к северу. Этот подвид слегка крупнее, чем номинативный. У самцов синий затылок, а самка более рыжая, чем у pulchella.
- L. p. melanops гнездится в Брунее. У самцов черный лоб, щёки и затылок.

## Поведение
Это птица равнинных тропических лесов. Обнаружены на высотах до 1700 м в Брунее, но обычно встречаются ниже 1100 м над уровнем моря в остальной части ареала. В отличие от большинства зимородов, она не нуждается в водоемах или ручьях на своей территории.
Дупло строит в гнилых стволах деревьев, а иногда и в сферическом гнездах древесных термитов. Откладывает от двух до пяти белых яиц.
Полосатый зимородок охотится на крупных насекомых, а иногда на мелких ящериц, которых он ловит обычно на деревьях, но иногда и на земле.
- Позывы полосатого зимородка на сайте xeno-canto.org Архивная копия от 17 сентября 2016 на Wayback Machine

## Природоохранный статус
Этот вид встречается редко, но при этом широко распространён и имеет достаточно обширный ареал. Особо редко его отмечают на Яве и Суматре и он крайне редок или вымер в Сингапуре.